# Svenska damtidningar

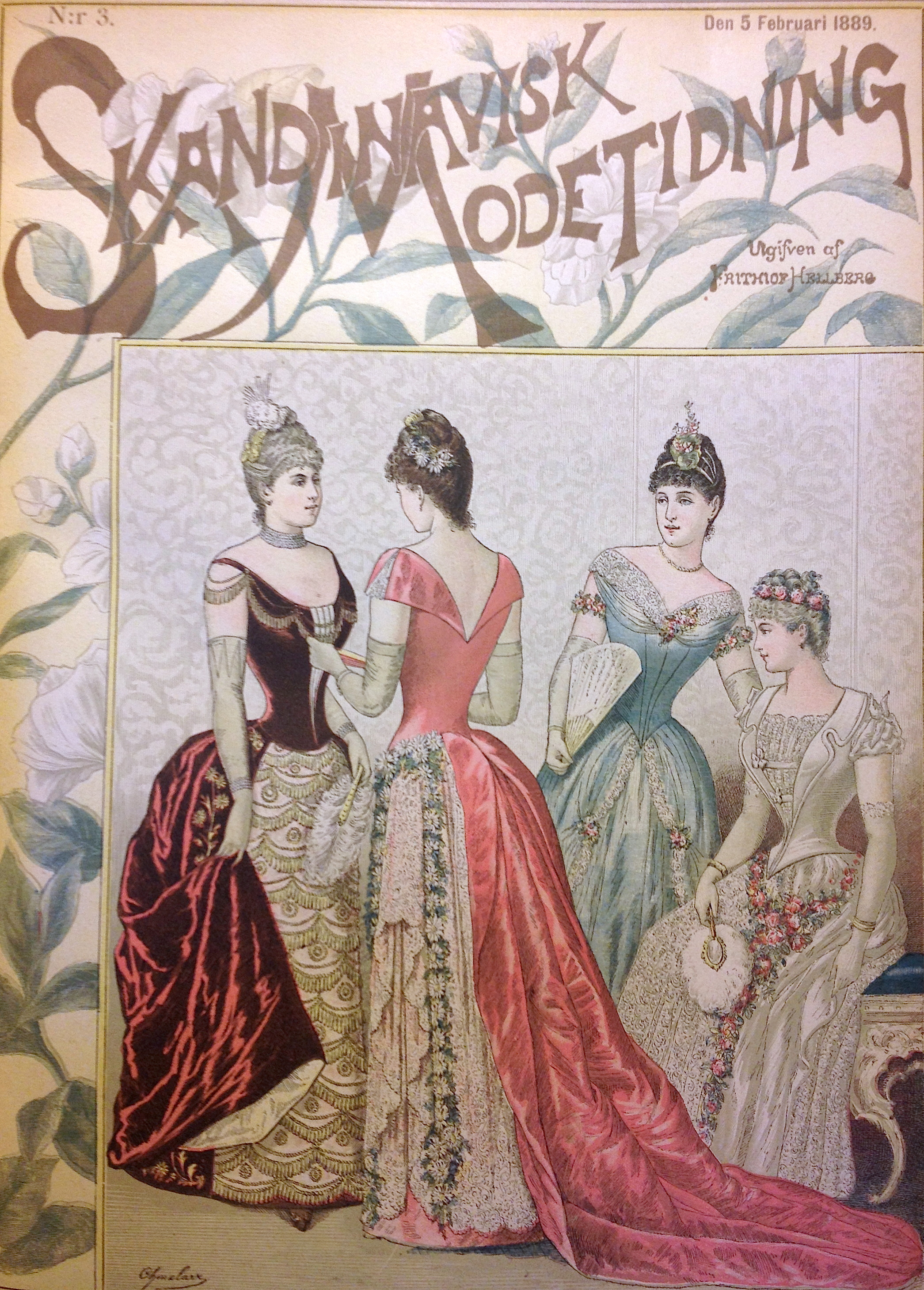
Skandinavisk modetidning, årgång 1889; nummer 3

Svenska damtidningar är tidningar ämnade för kvinnor som typiskt sett består av inslag om kläder och mode, matlagning, heminredning och kungligheter.  
Sedan slutet av 1700-talet har damtidningar varit en del av den svenska kulturen. De blev snabbt dåtidens informationskanal och påverkade de val många kvinnor gjorde kring dessa ämnen. Idag har damtidningen inte en lika stark ställning i samhället som den tidigare hade. Flera av de moderna tidningarna har lagts ned eller övergått till att endast finnas på internet, vilket lett till att den fysiska tidningen blivit mindre vanlig. Samtidigt har en stor del av det innehåll som tidigare konsumerades i damtidningar övergått till att finnas tillgängligt på sociala medier, som idag är en stor del av många människors vardag och där istället så kallade influencers berättar om de senaste trenderna.

## Bakgrund
Redan i mitten på 1600-talet kom den första officiella tidningen till Sverige, den fungerade som en nyhetskälla och hade namnet Ordinari Post Tijdender. Under denna tid var det vanligt att många människor samlades kring en person som fick läsa högt ur en tidning, ofta på offentliga platser. Transportmöjligheterna var dåliga vilket gjorde det svårt för tidningarna att nå ut till stor skara människor och på grund av censur samt krig och oroligheter i Europa under 1700-tal var det svårt för både skribenter och tryckerier att kunna ge ut tidningar. 
I början av 1800-talet växte tidningsindustrin i samband med att infrastrukturen utvecklades. Med hjälp av järnvägar kunde man nu transportera tidningar på ett sätt som tidigare inte varit möjligt. I samband med industrialiseringen blev tidningsindustrin effektiviserad vilket ledde till att det var lättare att producera storskaligt. Även urbaniseringen, ledde till att det svenska folket nu var mer samlat och på så sätt var det lättare för tidningsindustrin att blomstra. Läskunnigheten blev under denna tid i större delen av samhället även mer allmän. När sedan, under mitten av 1800-talet, införandet av en allmän folkskola i Sverige skett enligt lag, hade kvinnor större möjligheter att lära sig läsa. Detta var ett stort steg eftersom det fungerade som ett verktyg för kvinnorna som fick möjlighet att kunna ta del av samt skapa sin egen kultur och även uttrycka sig politiskt. Medan damtidningarna nu kunde nå ut till en betydligt större del av samhällets kvinnor förblev det dock länge män som skrev dessa. Detta var en följd av att det var svårt för kvinnor att konkurrera med män som länge haft helt andra förutsättningar till utbildning, en större maktposition och även var menade att försörja sina familjer. På grund av att det var män som skrev var det svårare för kvinnor att relatera till innehållet då män inte hade samma upplevelser som kvinnor hade.  Senare kom kvinnor att ta över skrivandet och damtidningen skapades nu av kvinnor för kvinnor. 

## Historia
Under lång tid påverkade damtidningar många kvinnors åsikter och val; både gällande matlagning, städning och mode men även gällande andra frågor som till exempel kvinnors rösträtt. I Dagny, Tidskrift för kvinnor och dess efterföljare Hertha togs aktuella kvinnofrågor upp såsom kvinnans utbildning, myndighet och senare även rösträtt. Alla dessa tidningar var viktiga för det dåvarande arbetet mot ett jämställt samhälle och tidskriften Dagny hade exempelvis en slogan som löd “Tidning för svenska kvinnorörelsen”.

### Största tidningarna
Det fanns ett flertal populära tidningar som fokuserade på olika områden och hade olika publik. En av de största damtidningarna under 1800- och 1900-talet var Morgonbris, som till en början grundades av Kvinnornas fackförbund men sedan gick över till att vara en socialdemokratisk kvinnotidskrift. Modejournalen Skandinavisk modetidning lades 1889 ned och den dåvarande utgivaren, Frithiof Hellberg startade då modejournalen Idun som var en veckotidning “för kvinnan och hemmet”. Det var i samband med Idun som begreppet “damtidning” började etableras. Även tidningarna Framåt, Damernas värld, Husmodern, Tidevarvet och Veckorevyn var tidskrifter med stora skaror av läsare under 1800- och 1900-talet. Några av dessa tidningar bytte under årens gång namn i samband med att de fick en ny framtoning. Som exempelvis Tidskrift för hemmet som gick över till att bli Dagny och senare även kom att bli Hertha. Tidskriften Hertha grundades i samband med att pionjären Sophie Adlersparre startade Fredrika Bremer-förbundet som kom att bli en av Sveriges äldsta kvinnoorganisationer. Även så kallade familjetidningar som Allas Veckotidning, Hemmets veckotidning och Hemmets Journal tog stor del i den tidningsvärld som berörde kvinnor under denna tid. I dessa kunde man läsa allt från fiktionsberättelser till mer allmänbildande skrifter och till skillnad från damtidningar riktade de sig även mot män samt i viss utsträckning barn.

### Politik i damtidningar
Några av de mest omtyckta tidskrifterna under 1900-talet hade politisk inriktning. Sveriges socialdemokratiska kvinnoförbunds medlemstidskrift Morgonbris var partipolitisk, medan tidskrifterna Dagny och Hertha var aktiva kring politiska frågor som rörde just kvinnan. Här skrevs det mycket om kvinnors rösträtt och andra frågor som skildrade kvinnornas framtid. Tidevarvet var också en tidning som tog upp politiska frågor som berörde kvinnor. Frågor kring prostitution, abort och äktenskapslagstiftning, men även internationella politiska frågor behandlades från ett feministiskt perspektiv. Bland annat talade man förkastligt om både stalinismen och nazismen och ett flertal gånger beskriver man och diskuterar kvinnans situation i Nazityskland. I Tidevarvet skrevs det även om uppdateringar och tankar kring den kvinnliga rösträtten i flera länder. Denna fråga diskuterades även utförligt i tidningen Rösträtt för kvinnor.

### Finansiering och försäljning
Många av damtidningarna finansierades under 1800- och 1900-talet genom prenumerationer, lösnummerförsäljning och annonser. Ett sätt att öka intäkterna på var det populära och effektiva användandet av följetonger i tidningarna, både under 1800- och 1900-tal, vilket ledde till att läsaren ville köpa även nästa utgåva för att få veta hur berättelsen fortsatte. Dessutom var det ofta kända författare som skrev dessa, vilket ytterligare spädde på intresset. Bland annat Viktor Rydberg var en av de författare som var kända för att skriva följetonger i tidningar. Även Victoria Benedictsson publicerade bland annat en av sina romaner, Från skilda håll i följetonger i tidningen Dagny.
Ett vanligt förekommande fenomen var att kvinnliga skribenter använde sig av manliga pseudonymer för att bli mer seriöst uppfattade och ha större chans till framgång. Exempelvis skrev Victoria Benedictsson under pseudonymen Ernst Ahlgren och Sophie von Knorring under pseudonymen "Författaren till Cousinerna". 
Till en början var det främst kvinnor från den framväxande borgarklassen som tog del av damtidningar eller fruntimmerstidskrifterna som man under den tiden kallade de. Det var nämligen både dyrt och svårt att trycka tidningar och därför även kostsamt att köpa tidningarna. Senare blev det både billigare att trycka och transportera tidningar vilket ledde till att de blev tillgängliga för en större del av samhällets kvinnor. 

### Inflytelserika personer
Det finns många inflytelserika personer som bidragit till damtidningens framgång i Sverige. Detta avser både utgivare samt de författare som skrev följetonger och skapade ett intresse för att konsumera tidningarna men även skribenter. 
- Fredrika Bremer - Kvinnorättskämpe och författare som bland annat skrev romanen Hertha, som kom att bli namnet på kvinnoorganisationen Fredrika Bremer-förbundets tidskrift.[13] Denna organisation bildades av en annan inflytelserik kvinna, Sophie Adlersparre som även grundade nordens första damtidning, Tidskrift för hemmet. Bremer var en av de författare som under sin tid nådde mest framgång utomlands.[14]

- Emilie Flygare-Carlén - Under slutet av 1800-talet den mest lästa svenska författaren både inhemskt och utomlands. Böckerna översattes och publicerades runt om i Europa men även i Amerika.[15] Några av hennes populäraste verk var Rosen på Tistelön och Ett köpmanshus i skärgården.

- Victoria Benedictsson - Författare och dramatiker som skrev under pseudonymen Ernst Ahlgren.

- Selma Lagerlöf - Under 1900-talet en av Sveriges mest välbekanta och uppskattade författare som även tilldelades nobelpriset i litteratur år 1909.
- Sophie von Knorring - Var en känd författare under mitten av 1800-talet som återkommande skrev om förbjuden kärlek. Von Knorring skrev under pseudonymen "Författaren till Cousinerna".[16]

- Frithiof Hellberg - Tidningsman och grundare av tidningarna Idun samt Skandinavisk modetidning.

- Anna Sterky - Redaktör för den socialdemokratiska medlemstidskriften Morgonbris.

- Elin Wägner - Författare, journalist och feminist. Känd för sitt engagemang i kvinnlig rösträtt och för att ha varit med och grundat Rädda Barnen.

- Viktor Rydberg - Känd genom bland annat sitt författarskap och sin journalistik.

## Damtidningar idag
I dagens samhälle har den fysiska damtidningen inte lika stort följe som tidigare. Detta i samband med att stor del av tidningsmarknaden på olika sätt tagits över av internet. Detta i form av digitala tidningar, men även av andra aktörer som exempelvis genom sociala medier har tagit över en stor del av den roll som tidningarna spelat. Mode, matlagning och heminredning samt politiska ämnen som feminism och andra ämnen som lockar kvinnliga läsare publiceras ofta av så kallade influencers. Denna informationskanal är gratis och lättillgänglig via exempelvis Instagram, Youtube och andra liknande plattformar samt television. Några av de största damtidningarna idag som fortfarande säljer fysiska tidningar är Elle, Damernas Värld, Amelia och Tara. Flera av de mest populära damtidningarna kallas idag ofta för skvallertidningar, exempel på dessa är Hänt Extra, Hänt i Veckan och Svensk Damtidning. Det finns även tidningar som har slutat sälja den fysiska upplagan men fortfarande finns kvar via internet. En av dessa är Veckorevyn som idag enbart publiceras digitalt. Trots det nya formatet går det här att hitta olika artiklar som tar upp ämnen liknande de som diskuteras i fysiska tidningar.  